# Rhomballichthys murray
Rhomballichthys murray is een buikharige uit de familie Chaetonotidae. Het dier komt uit het geslacht Rhomballichthys. Rhomballichthys murray werd in 1990 voor het eerst wetenschappelijk beschreven door Schwank. 